# 동시베리아주
동시베리아주(러시아어: Восто́чно-Сиби́рская область)는 러시아 소비에트 사회주의 연방공화국에 위치한 주였으며, 1936년 12월 5일부터 1937년 9월 26일까지 존재했다. 이 주는 동시베리아 변경주에서 갈라졌다. 1937년 9월 26일에 주는 이르쿠츠크주와 치타주로 나뉘었다.
중심지는 이르쿠츠크였다.